# Doctor Juan Manuel Frutos
Doctor Juan Manuel Frutos é uma distrito do Paraguai, localizado no departamento de Caaguazú. Possui uma população de 5.464 habitantes.

## Transporte
O município de Doctor Juan Manuel Frutos é servido pela seguinte rodovia:
- Ruta 07, que liga a Ponte da Amizade (BR-277 - estado do Paraná) ao município de Coronel Oviedo
- Caminho em pavimento ligando a cidade ao município de Tres de Febrero[1][2][3]